# Associazione Calcio Bolzano 1973-1974
Questa voce raccoglie le informazioni riguardanti l'Associazione Calcio Bolzano nelle competizioni ufficiali della stagione 1973-1974.

## Rosa
| N. |                   | Ruolo | Calciatore        |
| -- | ----------------- | ----- | ----------------- |
|    | Italia (bandiera) |       | Aceti             |
|    | Italia (bandiera) | C     | Pietro Alban      |
|    | Italia (bandiera) | C     | Luigi Belometti   |
|    | Italia (bandiera) | P     | Andrea Belotti    |
|    | Italia (bandiera) | C     | Luciano Benedetti |
|    | Italia (bandiera) |       | Boaretto          |
|    | Italia (bandiera) | C     | Eros Breda        |
|    | Italia (bandiera) |       | F. Broggio        |
|    | Italia (bandiera) | D     | Loris Broggio     |
|    | Italia (bandiera) |       | Brunetta          |
|    | Italia (bandiera) | D     | Luciano Concer    |
|    | Italia (bandiera) | C     | Angelo Fogolin    |

| N. |                   | Ruolo | Calciatore         |
| -- | ----------------- | ----- | ------------------ |
|    | Italia (bandiera) | A     | Giorgio Girol      |
|    | Italia (bandiera) | D     | Luciano Migliorini |
|    | Italia (bandiera) |       | Milani             |
|    | Italia (bandiera) | A     | Mario Mutti        |
|    | Italia (bandiera) | C     | Carlo Odorizzi     |
|    | Italia (bandiera) | A     | Gianni Palma       |
|    | Italia (bandiera) | D     | Cesarino Perazzani |
|    | Italia (bandiera) | D     | Paolo Scolati      |
|    | Italia (bandiera) | P     | Fausto Sonato      |
|    | Italia (bandiera) | A     | Adriano Tedoldi    |
|    | Italia (bandiera) | C     | Giovanni Trainini  |
|    | Italia (bandiera) | C     | Benedetto Ventura  |